# Tirídates II de Armenia
Tiridates II (Idioma armenio:  Տրդատ Բ
, fl. segunda mitad del siglo II & primera mitad del siglo III, murió 252) fue un príncipe en armenio: Տրդատ Բ-parto que sirvió como rey cliente romano de Armenia.

## Biografía
Tiridates II era el hijo y heredero del rey armenio Cosroes I de Armenia, y de madre desconocida.
Durante los últimos años del reinado de su padre en 214-216, Tirídates II estuvo bajo detención romana con su familia, por razones desconocidas, lo cual provocó una revuelta importante en Armenia en contra de Roma. En 215, el emperador Caracalla invadió Armenia para acabar con la revuelta.
En el 217 Cosroes había muerto y Tiridates II sucedió a su padre como rey de Armenia, siéndole concedida la corona por Caracalla, y fue declarado rey de Armenia tras el asesinato de aquel el 8 de abril de 217.
Tiridates II gobernó como rey de Armenia desde 217 hasta su muerte en 252. Después de que la muerte de Caracalla, Macrino se convirtió en nuevo emperador romano, y no mucho después, Tiridates II recibió su reino armenio, Macrino concedió la liberación a la madre de Tiridates II, todavía en cautividad. Después de la Batalla de Nisibis en 217 y el tratado firmado después entre Roma y Partia, Tiridates II fue oficialmente restaurado en su trono armenio.
En parte debido a su largo reinado, Tiridates II se convirtió en uno de los más influyentes monarcas de la dinastía arsácida. En 224, el imperio parto fue destruido; el último rey, que era tío paterno de Tiridates II, Artabano IV de Partia fue asesinado por Ardacher I, el primer rey del Imperio sasánida.
En 226-228, Ardacher I, tras haber anexionado Partia quiso expandir su Imperio, incluyendo la conquista de Armenia. A los dos años del conflicto, los ejércitos de los romanos, escitas y kushanas se retiraron. Tiridates II con su ejército quedó al final sólo para continuar luchando contra Ardacher I.
Tiridates II opuso una terca resistencia contra Ardacher I y no pudo ser derrotado tras al menos diez años de lucha. Después de luchar doce años contra Tiridates II, Ardacher retiró su ejército y abandonó Armenia. El conflicto militar de Tiridates II con Ardacher destaca la fuerza de Armenia en ese tiempo.
Hacia 238, Armenia cae bajo la dominación de una nueva potencia ascendente, los persas sasánidas, que ya con Ardacher I habían puesto fin a la dinastía arsácida de Partia.
Para hacer frente a esta amenaza, Tirídates concibe un plan de alianza con los iberos caucásicos, los alanos y con Vasudeva I, emperador de los kushanas. Esta temible coalición fue abatida entre 241 y 251. Sapor I saqueó Bagram, la capital kushana, ocupó Peshawar, reemplazó a Vasudeva por dinastas bajo soberanía sasánida.
Tiridates II murió en 252. Sus hijos, Tirídates III y Cosroes II, se refugian con los romanos. Los persas pcupan el país e instalan en el trono a Artavasdes V. Los romanos acuden en ayuda de los armenios, pero el emperador Valeriano es capturado en 260 en Edesa. El período siguiente es muy confuso, y las fuentes se contradicen en cuanto a  cronología y noinación  de los reyes.